# Helmut Bleiber
Helmut Bleiber (* 19. November 1928; † 3. Mai 2007 in Albrechtshof) war ein deutscher Historiker.
Nach dem Abitur studierte Bleiber von 1950 bis 1954 an der Humboldt-Universität Berlin Geschichte. Ab 1956 war er am Institut für Geschichte der Berliner Akademie der Wissenschaften tätig. Nach seiner Promotion 1963 über Lage und Kampf der schlesischen Bauern und Landarbeiter im Vormärz 1840–1847 arbeitete er von 1964 bis 1968 bei Fred Oelßner als Referent der Klasse für Philosophie, Geschichte, Staats-, Rechts- und Wirtschaftswissenschaften. Danach leitete er eineinhalb Jahrzehnte die Abteilung 1789–1871 der Akademie der Wissenschaften. 1973 habilitierte er sich und wurde 1977 zum Professor an der Berliner Universität ernannt. Von 1984 bis 1990 war er stellvertretender Direktor für Forschung und Publikation. Nach 1990 wurde er nicht weiterbeschäftigt.

## Schriften (Auswahl)
- Zwischen Reform und Revolution. Lage und Kämpfe der schlesischen Bauern und Landarbeiter im Vormärz 1840–1847. Akademie Verlag, Berlin 1966.
- Bürgerliche Umwälzung und Bauernfrage. Studien zur Rolle der Bauern und Landarbeiter in der deutschen bürgerlich-demokratischen Revolution von 1848/49. Berlin 1973.
- Hrsg. mit Gunther Hildebrandt, Rolf Weber: Bourgeoisie und bürgerliche Umwälzung in Deutschland. 1789–1871. Akademie Verlag, Berlin 1977.